# 信濃川田站
信濃川田站（日语：／ Shinano-Kawada eki */?）是位於長野縣長野市若穗川田，長野電鐵的屋代線車站（廢站）。在2012年4月1日，隨著屋代線廢線，此站也被廢除。此站的車站編號為Y9。

## 歷史
- 1922年（大正11年）6月10日 - 河東鐵道車站啟用，當時車站名為町川田站[1]。
- 1923年（大正12年）3月12日 - 町川田站改名為信濃川田站[1][2]。
- 1926年（大正15年）9月30日 - 河東鐵道與長野電氣鐵道合併，長野電鐵成立。此站成為長野電鐵河東線的車站。
- 1945年（昭和20年）8月13] - 在長野空襲（日语：長野空襲）之際，停靠此站列車的受到美國海軍飛機攻撃。
- 1971年（昭和46年）10月1日 - 結束處理貨物。
- 1983年（昭和58年）8月14日 - 結束處理手提小行李。
- 1993年（平成5年） - 成為無人車站[1]。
- 2002年（平成14年）9月18日 - 路線名稱改為屋代線。
- 2012年（平成24年）4月1日 - 屋代線廢除，此站也被廢除[1]。

## 車站構造

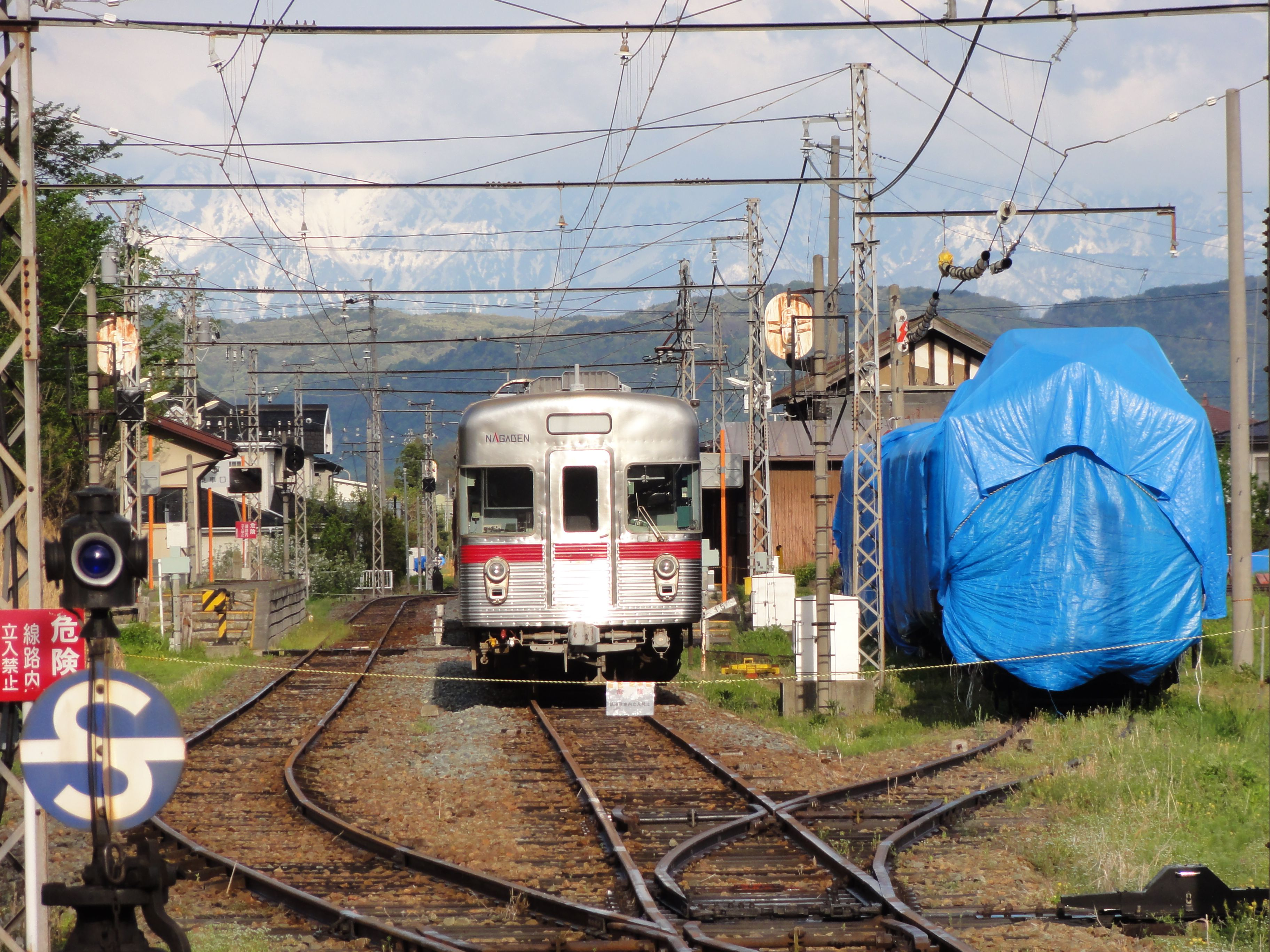
廢除後的站內（須坂一方，2012年5月）

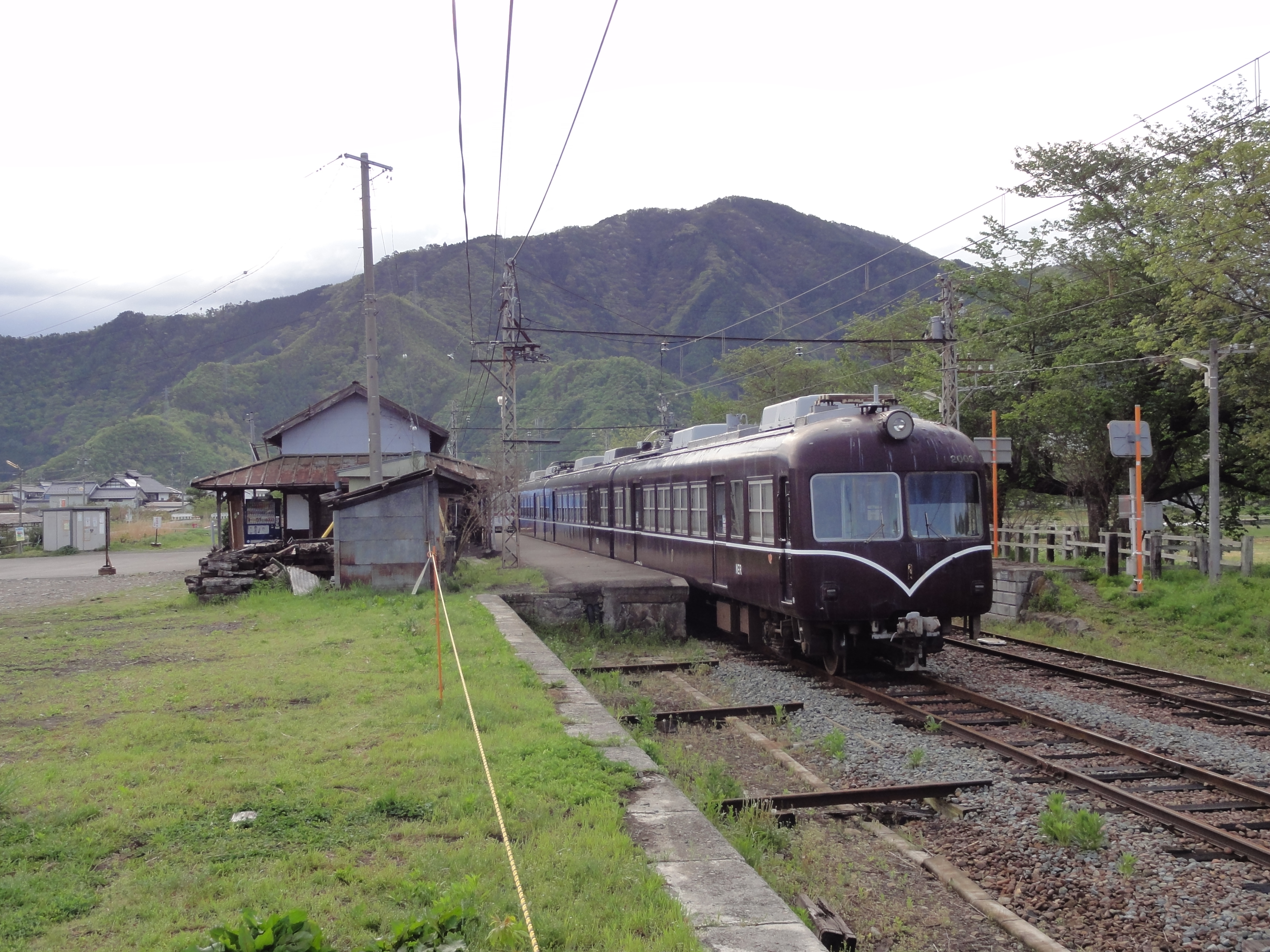
廢除後的站內（屋代一方，2012年5月）

截至車站廢除前，車站是一座地面車站，設有2面2線的相對式月台。此站是無人車站。2線2個方向均設有出發信號燈。曾經在早上和黃昏繁忙時間，設有行走於須坂⇔此站之間的區間列車。在車站現役時代，站內設有前貨物專用側線，現時用作停泊維護車輛，或者停泊準備拆毀的廢車。另外，在車站大樓柱身上的站名牌中，部分寫上了鄰站名稱。當中須坂方向的鄰站寫上了綿內，反映了在1966年，綿內站與此站之間開設了若穗站。
在1980年代初播映的明星食品杯麵電視廣告於此站取景。在近年，熊木杏里的單曲於此站拍攝PV（音樂短片）。

### 月台
| 月台 | 路線    | 上下行 | 方向           |
| ---- | ------- | ------ | -------------- |
| 1    | ■屋代線 | 上行   | 松代、屋代方向 |
| 2    | ■屋代線 | 下行   | 須坂、長野方向 |

## 車站周辺
- 上信越自動車道
- 川田郵局
- 長野市立川田小學
- Daily Yamazaki（日语：デイリーヤマザキ）便利店

## 巴士路線
長電巴士
- 屋代線替代巴士「屋代須坂線」 （屋代站～松代站～大室站～信濃川田站～綿內站～須坂站）
- 大豆島保科溫泉線　（長野站～市政廳前～南俁～大豆島東團地～信濃川田站～若穗團地～保科溫泉）　 ※平日7個往返班次，星期六、日、假日、盂蘭盆節和年初年尾5個往返班次。

## 使用狀況
以下為一年總乘車人次和1日平均乘車人次列表：
- 2006年度　35,768人 ： 98人/日
- 2007年度　30,586人 ： 84人/日
- 2008年度　29,007人 ： 79人/日
- 2009年度　26,108人 ： 72人/日
- 2010年度　25,779人 ： 71人/日

## 現況

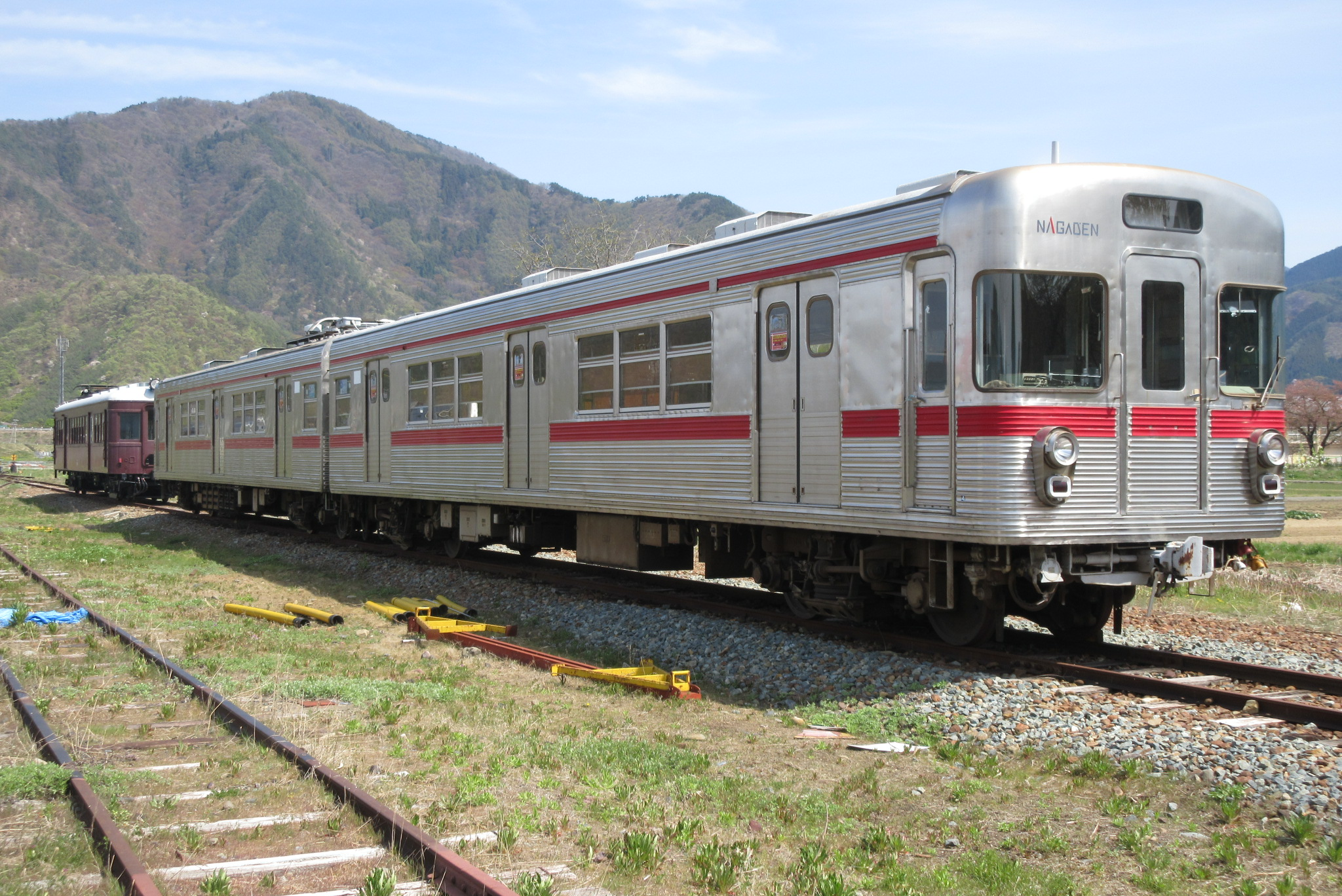
站內停泊車輛（2016年4月20日）

當地居民希望開設「屋代線電車紀念公園」。除了停泊2000系A編成外，還有來自小布施站的「長電電車之廣場」中所保存的車輛等。但是，由於維修這些車輛的人手和物料不足而停止了這個計劃。在2019年1月前把3架車輛遷出，由於2架車輛已經老化而在當地拆毀。剩下車輛由於檢測到石綿，加上維護費用問題，於同年1月17日前拆毀。在2019年2月前，所有車輛已經拆毀或遷走。
在信濃川田站內一度停泊的車輛如下：。
- DeHaNi201（在2014年10月轉讓給安曇野知弘美術館（日语：安曇野ちひろ美術館）（松川村））
- MoHa604（在2014年10月轉讓給安曇野知弘美術館（松川村））
- ED502（在2015年4月轉讓給直富商事（長野市大豆島））
- 3500系（日语：長野電鉄3500系電車）O1編成（2016年12月拆毀）[5]
- 2000系（日语：長野電鉄2000系電車）A編成（2019年2月拆毀）
- MoHa1003（日语：長野電鉄モハ1000形電車）（在2019年2月拆毀(部分駕駛室和車體於2020年3月遷移至千葉縣夷隅市的鐵路車輛保存設施波波丘（日语：ポッポの丘）))

## 相鄰車站
長野電鐵
■屋代線
大室（Y8）－信濃川田（Y9）－若穗（Y10）

## 注腳
1. 1 2 3 4 5 6 7 8 9 10 11 12  信濃毎日新聞社出版部. . 信濃毎日新聞社. 2011-07-24: 299. ISBN 9784784071647 （日语）.
2. ↑  《長野電鉄60年のあゆみ》195頁。官報提出是3月25日「地方鉄道駅名改称」《官報》1923年3月8日（日語）（國立國會圖書館數碼化資料）
3. ↑  長野市統計書
4. 1 2  . 信濃毎日新聞 (北陸新幹線で行こう!北陸・信越観光ナビ). 2019-01-18  [2020-05-07]. （原始内容存档于2022-02-18） （日语）.
5. ↑  3500系はどこに？長野電鉄　信濃川田駅から マッコウクジラ 3500系 が消えた!? 　残る2000系A編成、旧型車　光panasd 399 （页面存档备份，存于）（日語）